# 마르타 토레혼
마르타 토레혼 모야(스페인어: Marta Torrejón Moya, 1990년 2월 27일 ~ )는 스페인의 여자 축구 선수이다. 포지션은 수비수이며, 현재 스페인 프리메라 디비시온 페메니나의 FC 바르셀로나 페메니 소속이다.
14세 시절에 RCD 에스파뇰에 입단하면서 프리메라 디비시온 페메니나 무대에 데뷔했으며 2013년에 FC 바르셀로나 페메니로 이적했다. UEFA 여자 유로 2013, 2015년 FIFA 여자 월드컵, UEFA 여자 유로 2017, 2019년 FIFA 여자 월드컵에 참가한 스페인 여자 축구 국가대표팀의 일원으로 참가했고, 2019년 FIFA 여자 월드컵 이후 국가대표에서 은퇴했다.

## 수상
RCD 에스파뇰
- 프리메라 디비시온 페메니나 1회 우승 (2005-06)
- 코파 데 라 레이나 4회 우승 (2005-06, 2008-09, 2009-10, 2011-12)
- 코파 카탈루냐 4회 우승 (2004-05, 2005-06, 2006-07, 2007-08)

FC 바르셀로나 페메니
- 프리메라 디비시온 페메니나 2회 우승 (2013-14, 2014-15)
- 코파 데 라 레이나 3회 우승 (2013-14, 2016-17, 2017-18)
- 코파 카탈루냐 3회 우승 (2014-15, 2015-16, 2016-17)